# Will Davison
Will Davison (ur. 30 sierpnia 1982 w Melbourne) – australijski kierowca wyścigowy startujący w wyścigach Supercars. Dwukrotny zwycięzca prestiżowego wyścigu Bathurst 1000 rozgrywanego w ramach tej serii.
Jego dziadek Lex Davison wygrał czterokrotnie Grand Prix Australii (niezaliczane jeszcze wtedy do kalendarza Formuły 1). Starszy brat Willa, Alex Davison, także jest kierowcą wyścigowym (również startował w Supercars), a wygrał m.in. australijski Puchar Porsche Carrera.

## Kariera

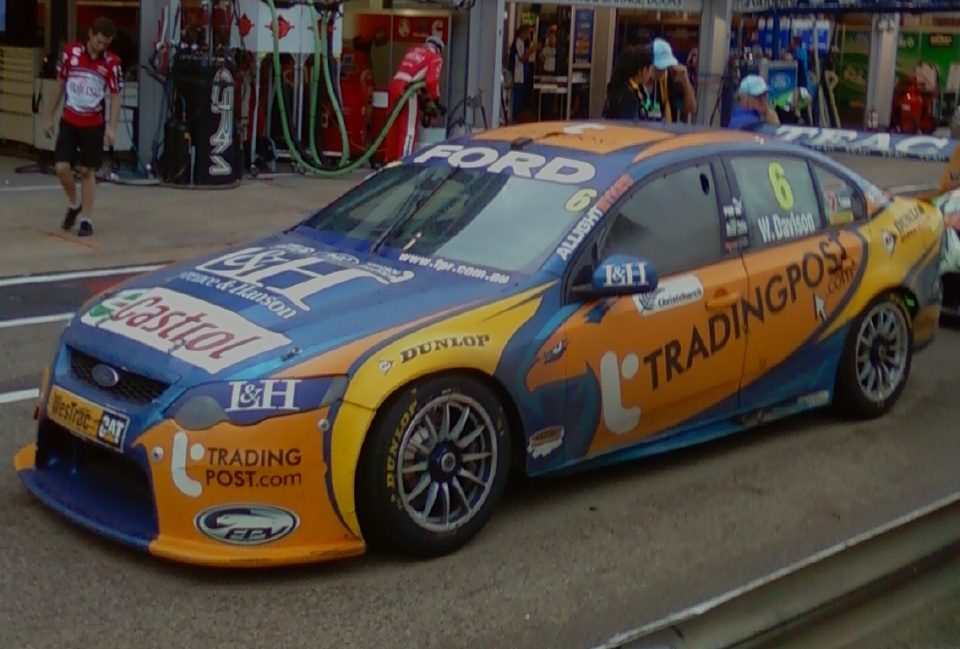
Ford Falcon Davisona w sezonie 2011

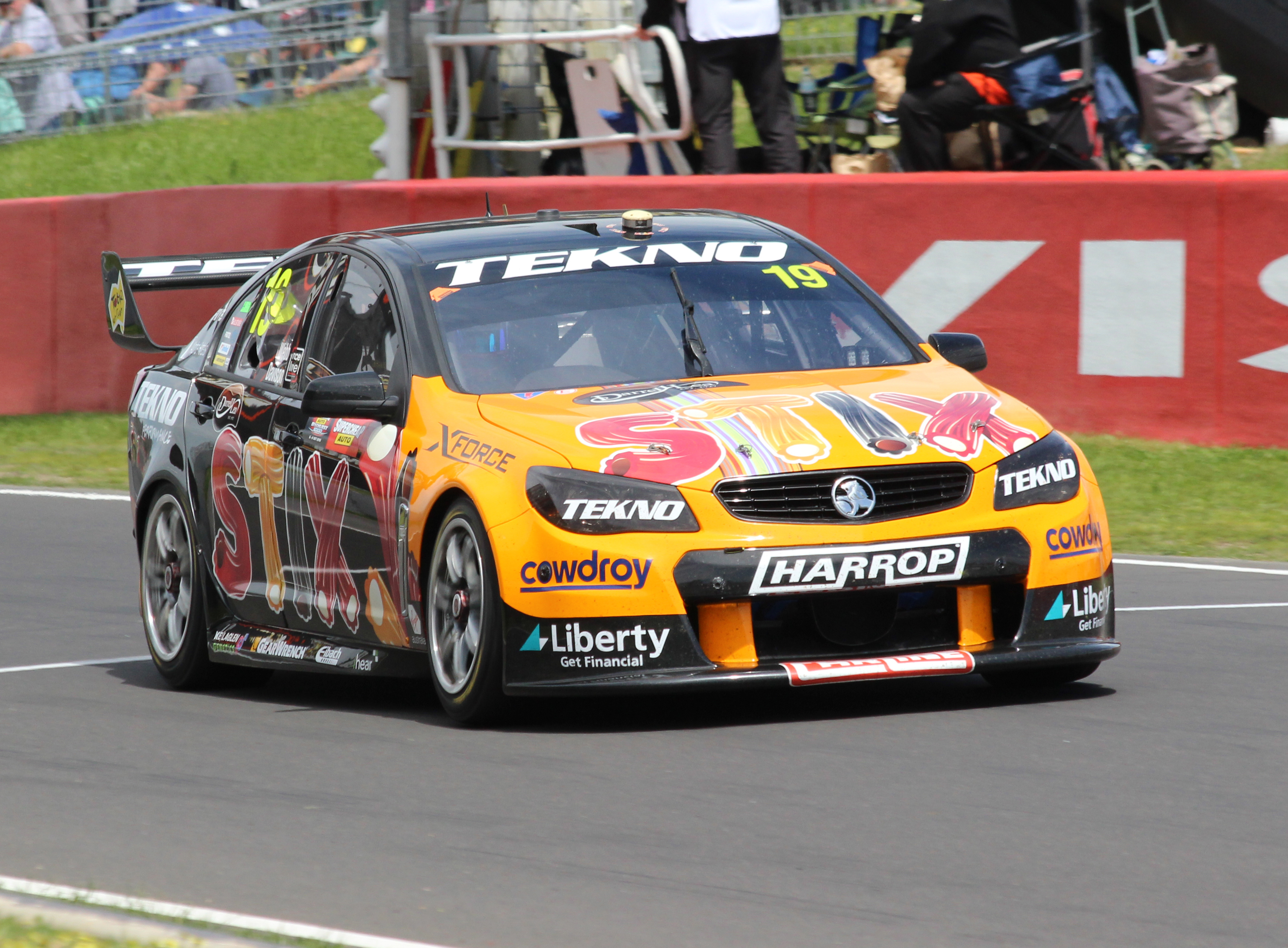
Holden Commodore Davisona podczas zwycięskiego dla niego wyścigu Bathurst 1000

Po sukcesach w narodowych seriach Formuły Ford, Will Davison przeniósł się do Wielkiej Brytanii aby tam kontynuować karierę. W 2002 wystartował w brytyjskiej Formule Renault, a przez kolejne dwa sezony startował w tamtejszej Formule 3.
Z powodów finansowych nie dokończył sezonu 2004 w Formule 3. Natomiast w drugiej części 2004, wystartował w kilku rundach australijskich wyścigów V8 Supercars w ekipie Team Dynamik. W 2005 roku stracił miejsce w zespole po pierwszym weekendzie wyścigowym (pokazowe wyścigi przed Grand Prix Australii Formuły 1). W dalszej części sezonu znalazł zatrudnienie w zespole Dick Johnson Racing. Wystartował w nim w kilku wyścigach niższej serii (V8 Supercar Development Series) oraz w długodystansowych wyścigach głównej serii (do każdego samochodu zgłaszani są w nich po dwaj kierowcy).
Na przełomie 2005 i 2006 roku startował w wyścigach A1 Grand Prix, a od sezonu 2006 wystartował w pełnym cyklu serii V8 Supercars. Częste problemy techniczne spowodowały, że w klasyfikacji zajął 19. miejsce. W kolejnych latach poprawiał swoje wyniki i w 2008 odniósł swoje pierwsze zwycięstwa w wyścigach tej serii, a w klasyfikacji zajął 5. miejsce.
W sezonie 2009 Davison przeniósł się do zespołu Holden Racing Team, w którego barwach wspólnie z Garthem Tanderem wygrali prestiżowy wyścig Bathurst 1000, a on sam zakończył sezon z tytułem wicemistrza serii. Sezon 2010 był dużo słabszy w jego wykonaniu, często nie kończył wyścigów i nie udało mu się stanąć ani razu na podium. W efekcie zajął odległe 22. miejsce w klasyfikacji generalnej i z końcem sezonu opuścił zespół HRT.
W sezonie 2011 rozpoczął starty w zespole Ford Performance Racing. Nie udało mu się wygrać żadnego wyścigu (poza wyścigiem kwalifikacyjnym w Phillip Island), ale czterokrotnie wygrał kwalifikacje, a dość regularne wyniki i kilka wizyt na podium pozwoliły mu zająć 7. miejsce w klasyfikacji kierowców. Sezon 2012 rozpoczął bardzo dobrze, po pięciu rundach prowadził w klasyfikacji. W dalszej części sezonu jednak zaczął tracić punkty do najgroźniejszych rywali i ostatecznie w klasyfikacji generalnej zajął czwarte miejsce. W 2013 ponownie walczył o najwyższe miejsca ostatecznie zajmując trzecie miejsce w klasyfikacji sezonu.
W 2014 przeniósł się do zespołu Erebus Motorsport przesiadając się z Forda do Mercedesa. Podczas dwuletniego pobytu w zespole udało mu się wygrać jeden wyścig; pod koniec sezonu 2015 Davison dosyć regularnie kończył wyścigi w okolicach pierwszej dziesiątki, jednak niedostatki silnika Mercedesa nie pozwalały na bardziej wyrównaną walkę z czołówką. Na początku 2016 roku ogłoszono, że Davison za obopólną zgodą zakończył kontrakt z zespołem (pierwotnie podpisany na cztery lata), i przeszedł do zespołu Tekno Autosports, na miejsce Shane'a Van Gisbergena, który z kolei dołączył do zepołu Triple Eight. Pierwszy sezon w Tekno miał bardzo udany, wygrał dwa wyścigi (w tym po raz drugi w karierze Bathurst 1000) i zajął w klasyfikacji piąte miejsce. Kolejny sezon był już dużo słabszy, ani razu nie stanął na podium, zajął w nim piętnaste miejsce i po zakończeniu sezonu odszedł z zespołu.
W 2018 został kierowcą nowego zespołu w stawce – 23Red Racing. Startował w nim do początku 2020 roku. Wtedy rozpoczęła się pandemia koronawirua i zawody zostały wstrzymane na pewien czas. Spowodowało to wycofanie się głównego sponsora i zespół został rozwiązany, a Will został bez pracy. Pod koniec roku wystąpił jednak w wyścigu Bathurst 1000 w parze z Cameronem Watersem gdzie zajęli drugie miejsce. Na kolejne sezony został zakontraktowany przez zespół Dick Johnson Racing.

## Starty w karierze
| Sezon     | Seria                                   | Zespół                                 | Starty | PP | Zwyc. | Punkty | Pozycja |
| --------- | --------------------------------------- | -------------------------------------- | ------ | -- | ----- | ------ | ------- |
| 2000      | Victorian Formula Ford Championship     |                                        |        |    |       | 119.   | 1.      |
| 2000      | Australian Formula Ford Championship    |                                        |        |    |       | 118    | 6.      |
| 2001      | Australian Formula Ford Championship    | Sonic Motor Racing Services            |        |    | 9     | 266    | 1.      |
| 2002      | Brytyjska Formuła Renault 2.0           | Motaworld Racing                       | 13     | 0  | 0     | 222    | 4.      |
| 2003      | Brytyjska Formuła 3                     | Alan Docking Racing Menu F3 Motorsport | 18     | 2  | 1     | 103    | 8.      |
| 2004      | Brytyjska Formuła 3                     | Menu F3 Motorsport                     | 10     | 0  | 0     | 48     | 13.     |
| 2004      | V8 Supercar Championship Series         | Team Dynamik                           | 3      | 0  | 0     | 0      | -       |
| 2005      | V8 Supercar Development Series          | Dick Johnson Racing                    | 3      | 0  | 0     | 184    | 28.     |
| 2005      | V8 Supercar Championship Series         | Dick Johnson Racing                    | 2      | 0  | 0     | 124    | 60.     |
| 2005/2006 | A1 Grand Prix                           | A1 Team Australia                      | 10     | 0  | 0     | 51     | 13.     |
| 2006      | V8 Supercar Championship Series         | Dick Johnson Racing                    | 34     | 0  | 0     | 1943   | 19.     |
| 2007      | V8 Supercar Championship Series         | Dick Johnson Racing                    | 37     | 0  | 0     | 343    | 10.     |
| 2008      | V8 Supercar Championship Series         | Dick Johnson Racing                    | 38     | 0  | 2     | 2495   | 5.      |
| 2009      | V8 Supercar Championship Series         | Holden Racing Team                     | 29     | 2  | 4     | 3044   | 2.      |
| 2010      | V8 Supercar Championship Series         | Holden Racing Team                     | 27     | 0  | 0     | 1236   | 22.     |
| 2011      | International V8 Supercars Championship | Ford Performance Racing                | 29     | 4  | 1     | 2345   | 7.      |
| 2012      | International V8 Supercars Championship | Ford Performance Racing                | 31     | 8  | 8     | 3049   | 4.      |
| 2013      | International V8 Supercars Championship | Ford Performance Racing                | 36     | 2  | 2     | 2799   | 3.      |
| 2014      | International V8 Supercars Championship | Erebus Motorsport                      | 38     | 1  | 0     | 1912   | 14.     |
| 2015      | International V8 Supercars Championship | Erebus Motorsport                      | 36     | 0  | 1     | 1672   | 15.     |
| 2016      | International V8 Supercars Championship | Tekno Autosports                       | 29     | 0  | 2     | 2589   | 5.      |
| 2017      | Supercars Championship                  | Tekno Autosports                       | 25     | 0  | 0     | 1659   | 15.     |
| 2018      | Supercars Championship                  | 23Red Racing                           | 31     | 0  | 0     | 1927   | 15.     |
| 2019      | Supercars Championship                  | 23Red Racing                           | 31     | 0  | 0     | 2495   | 8.      |
| 2020      | Supercars Championship                  | 23Red Racing                           | 2      | 0  | 0     | 507    | 24.     |
| 2020      | Supercars Championship                  | Tickford Racing                        | 1      | 0  | 0     | 507    | 24.     |
| 2021      | Supercars Championship                  | Dick Johnson Racing                    | 31     | 2  | 0     | 2389   | 4.      |
| 2022      | Supercars Championship                  | Dick Johnson Racing                    | 34     | 9  | 3     | 2573   | 5.      |
| 2023      | Supercars Championship                  | Dick Johnson Racing                    | 28     | 0  | 0     | 1786   | 10.     |